# خوليو كوينتانا
خوليو كوينتانا (بالإسبانية: Julio Quintana)‏ (1904 – تاريخ الوفاة غير معلوم) لاعب كرة قدم بيروفي راحل كان يجيد اللعب في خط الوسط .
لعب طوال مسيرته الرياضية في نادي أليانزا ليما . شارك مع منتخب بيرو في بطولة كأس العالم 1930 في الأوروغواي .

## وصلات خارجية
- خوليو كوينتانا على موقع الاتحاد الدولي (مؤرشف)  (الإنجليزية)
- خوليو كوينتانا على موقع Soccerway.com (الإنجليزية)
- خوليو كوينتانا على موقع عالم كرة القدم.نت (الإنجليزية)

- هذا السيرة الذاتية